# Chimbo (canton)
Chimbo est un canton d'Équateur situé dans la province de Bolívar.

## Monuments
On trouve dans la paroisse civile de La Magdalena le sanctuaire de la Nativité-de-Notre-Dame du Guayco, reconnu sanctuaire national par la conférence nationale des évêques de l’Église catholique.